# Freddie Frinton
Freddie Frinton, geboren Frederick Bittener Coo (Grimsby, 17 januari 1909 - Londen, 16 oktober 1968) was een Engels komiek die nog steeds een begrip in Duitsland en Scandinavië is vanwege zijn acteerprestatie in Dinner for One.

## Levensloop en carrière
Frinton werd geboren als een buitenechtelijk kind van een naaister, en werd opgevoed door pleegouders. Hij begon te werken in een visverwerkende fabriek in Grimsby - waar hij zijn collega's zou hebben vermaakt met zijn parodies en grappen - maar werd daar uiteindelijk ontslagen. Hij legde zich toe op Variété (vaudeville), waarmee hij een bescheiden succes genoot en zichzelf hernoemde als Freddie Frinton.
Tijdens de Tweede Wereldoorlog maakte hij een kleine doorbraak als een komiek. In 1945 speelde Frinton zijn eerste opvoering van de sketch Dinner for One in Blackpool. Omdat hij, telkens wanneer hij de sketch speelde, royalty's moest betalen, kocht hij de rechten op Dinner for One in 1950, wat een zeer vooruitziend besluit bleek.
Op de leeftijd van 55 jaar, werd Frinton een laat succes als een loodgieter-karakter in de in Engeland populaire televisie-sitcom Meet the Wife, waar in totaal 40 afleveringen van uitgezonden zijn (de vrouw werd gespeeld door Thora Hird). De serie wordt vermeld in het Beatles-nummer "Good Morning Good Morning" met de regel "It's time for tea and Meet the Wife". In oktober 1968, op de leeftijd van 59 jaar, overleed Freddie Frinton plotseling aan een hartaanval in Londen. Hij ligt begraven op de Westminster begraafplaats in Londen.
Dit zou het einde van het verhaal van een niet al te goed herinnerd Engels komiek zijn, ware het niet dat er een verrassend einde aan dit verhaal zat. In 1963 werd Frinton's Dinner for One verfilmd door het Duitse tv-station Norddeutscher Rundfunk (NDR), en bizar genoeg, het bekijken van de niet ondertitelde Engelse sketch op de televisie werd vervolgens een Duitse Oudejaars-traditie, met een herhaling van de korte sketch, ieder jaar vanaf 1972. De televisiecultus sloeg ook aan in Scandinavië en Dinner for One is een populair en vast onderdeel op de Deense, Finse en de Zweedse televisie op Oudejaarsavond. Het wordt ook elk jaar op 23 december uitgezonden op de Noorse televisie. Tevens wordt de sketch de laatste vijftien jaar ook getoond op het Australische SBS-televisienetwerk op Oudejaarsavond. Ook in Vlaanderen en Nederland is "Dinner for One" weleens uitgezonden en Joop Doderer heeft er ooit een Nederlandse versie van gemaakt, maar die is vrijwel onopgemerkt voorbijgegaan. Interessant feit is dat het programma en de hoofdrolspeler Frinton vrijwel onbekend zijn in Groot-Brittannië, maar niet al te lang geleden door Stephen Fry in het programma QI werden genoemd. Hij overdreef daarbij wel, daar hij beweerde dat álle Duitse zenders het stuk op oudejaarsavond uitzonden.
Omdat hij vaak met eigen ogen had gezien wat voor schade alcohol aan mensen kon aanrichten, is het ironisch dat hij vaak rollen speelde als dronken persoon, gezien het feit dat Frinton geheelonthouder was.